# Exoglossum maxillingua
Exoglossum maxillingua är en fiskart som först beskrevs av Charles Alexandre Lesueur, 1817.  Exoglossum maxillingua ingår i släktet Exoglossum och familjen karpfiskar. Inga underarter finns listade i Catalogue of Life.